# Prêmio Paul Doistau-Émile Blutet
O Prêmio Paul Doistau-Émile Blutet da Académie des Sciences é um prêmio de ciências concedido desde 1954 aproximadamente a cada dois anos a matemáticos e físicos. É dotado com 3000 Euros (situação em 2012).

## Premiados
Esta lista está incompleta.
Matemáticos:
- 1958 Marc Krasner
- 1982 Jean-Pierre Ramis
- 1985 Dominique Foata[1]
- 1986 Pierre-Louis Lions
- 1987 Pierre Bérard[2]
- 1999 Wendelin Werner
- 2001 Hélène Esnault
- 2004 Laurent Stolovitch
- 2006 Alice Guionnet
- 2008 Isabelle Gallagher
- 2010 Yves André
- 2012 Serge Cantat
- 2014 Sébastien Boucksom[3]
- 2016 Hajer Bahouri[4]
- 2018 Colin Guillarmou[5]

Outros:
- 1967 Jacques Blamont[6]
- 1975 Bernard Fauconnier (por trabalhos sobre o Interferon)
- 1976 Martial Ducloy (física)[7]
- 1981 Christian Bordé[8]
- 1988 Jean-Loup Chenot (ciência dos materiais)[9]
- 2013 Jean-François Cardoso (ciência espacial)[10]